# La Medeleni
La Medeleni este o trilogie a scriitorului Ionel Teodoreanu a cărei acțiune se petrece în satul Medeleni din județul Iași de astăzi, la Iași și la București. Trilogia include romanele: Hotarul nestatornic (publicat în 1925), Drumuri (publicat în 1926) și Între vânturi (publicat în 1927).

## Rezumat
Acțiunea se petrece în mare parte la moșia familiei Deleanu, la Medeleni. Scriitorul Ionel Teodoreanu descrie viața unor copii: Dănuț, Olguța și Monica. După cum susține și autorul, Olguța este unul dintre cele mai reușite personaje ale operelor literare. După părerea tatălui ei, ea este un „drac îngeresc”, „un amestec de puritate și inclinații spre mici răutăți”. Se agită mereu, nu acceptă să fie contrazisă și încearcă să subordoneze tot ce o înconjoară.
Dănuț este o persoană calmă, dar de cele mai multe ori își pierde răbdarea și devine nervos din cauza surorii sale, Olguța. El visează că le salvează pe cele două fete, dar de cele mai multe ori este potolit de sora lui.
Monica asigură echilibrul dintre cei doi frați care sunt într-un continuu „război”. Este blândă, generoasă, bună la suflet și sensibilă.
Sare mereu în ajutorul celui necăjit. Monica este îndrăgostită de Dănuț pe tot parcursul romanului, dar Dănuț nu își dă seama decât la sfârșit că și el este îndrăgostit de Monica. Ei se căsătoresc în final și trăiesc fericiți.
Olguța, însă, se îndrăgostește de Vania, un bărbat mult mai în vârstă decât ea. Plănuiește să se căsătorească cu el și să plece în America, dar descoperă că are cancer. În final, ea se sinucide.
După moartea Olguței, familia Deleanu vinde moșia Medeleni deoarece le amintește prea mult de Olguța, pe care au iubit-o așa de mult.